# Šerl
Šerl ili crni turmalin je najčešća grupa turmalina. Smatra se da ovaj mineral čini oko 95% svih turmalina u prirodi.
Šerl je poznat još od prije 1400 godina, što dokazuje stari naziv sela u Njemačkoj schrol ili danas Zschorlau.

## Vanjske povezice
- alminerals.com - Minerali, Kamenje i Dragulji  Arhivirana inačica izvorne stranice od 15. siječnja 2011. (Wayback Machine) (engl.)